# Rubus largus
Rubus largus är en rosväxtart som beskrevs av Liberty Hyde Bailey. Rubus largus ingår i släktet rubusar, och familjen rosväxter. Inga underarter finns listade i Catalogue of Life.